# Liste der Kulturdenkmäler in Angenrod
Die folgende Liste enthält die in der Denkmaltopographie ausgewiesenen Kulturdenkmäler auf dem Gebiet des Ortsteils Angenrod der  Stadt Alsfeld, Vogelsbergkreis, Hessen.
Hinweis: Die Reihenfolge der Denkmäler in dieser Liste orientiert sich an der Anschrift, alternativ ist sie auch nach der Bezeichnung, der vom Landesamt für Denkmalpflege vergebenen Nummer oder der Bauzeit sortierbar.
Kulturdenkmäler werden fortlaufend im Denkmalverzeichnis des Landes Hessen durch das Landesamt für Denkmalpflege Hessen auf Basis des Hessischen Denkmalschutzgesetzes (HDSchG) geführt. Die Schutzwürdigkeit eines Kulturdenkmals hängt nicht von der Eintragung in das Denkmalverzeichnis des Landes Hessen oder der Veröffentlichung in der Denkmaltopographie ab.

| Bild                               | Bezeichnung                        | Lage                                                       | Beschreibung                         | Bauzeit | Objekt-Nr. |
| ---------------------------------- | ---------------------------------- | ---------------------------------------------------------- | ------------------------------------ | ------- | ---------- |
| Bild gesucht BW                    | Angenrod                           | Gesamtanlage Lage                                          |                                      |         | 12393 DDB  |
| weitere Bilder                     | Jüdischer Friedhof                 | Am Gerhardsgarten LageFlur: 1, Flurstück: 212/1            | Mitte des 18. Jahrhunderts errichtet |         | 12394 DDB  |
| Tagelöhnerhaus                     | Tagelöhnerhaus                     | Am Räschen 1 LageFlur: 1, Flurstück: 18                    |                                      |         | 12395 DDB  |
| Einhaus                            | Einhaus                            | Billertshäuser Straße 6 LageFlur: 1, Flurstück: 4/3        |                                      | 1811    | 13298 DDB  |
| Einhaus                            | Einhaus                            | Billertshäuser Straße 11 LageFlur: 1, Flurstück: 235/3     |                                      |         | 13299 DDB  |
| Fachwerkwohnhaus                   | Fachwerkwohnhaus                   | Billertshäuser Straße 19 LageFlur: 1, Flurstück: 230/2     |                                      |         | 13300 DDB  |
| Hofgut Angenrod (ehem. Wasserburg) | Hofgut Angenrod (ehem. Wasserburg) | Kirtorfer Straße 2/4 LageFlur: 1, Flurstück: 54/4, 54/6    |                                      |         | 13301 DDB  |
| Bild gesucht BW                    | Schulgebäude                       | Kirtorfer Straße 7 LageFlur: 1, Flurstück: 255/1           |                                      |         | 13302 DDB  |
| Fachwerkwohnhaus                   | Fachwerkwohnhaus                   | Leuseler Straße 3 LageFlur: 1, Flurstück: 123              |                                      |         | 13303 DDB  |
| Fachwerkwohnhaus und Nebengebäude  | Fachwerkwohnhaus und Nebengebäude  | Leuseler Straße 6, Taubengasse LageFlur: 1, Flurstück: 106 |                                      |         | 13304 DDB  |
| Bild gesucht BW                    | ehemalige Judenschule              | Wuhlsgasse 2 LageFlur: 1, Flurstück: 128                   |                                      |         | 933643 DDB |